# Queralt Lahoz
Queralt Lahoz (Santa Coloma de Gramanet, 17 de noviembre de 1991) es una cantante española que mezcla la tradición flamenca y la música hip-hop con poesía y un mensaje reivindicativo.

## Primeros años de vida
Lahoz nació en una familia procedente de Guadix. Aprendió a hablar cantando al oído de su abuela María, quien le pedía que le cantara coplas, flamenco y boleros en casa, mientras su madre le hacía escuchar a Jimi Hendrix, The Doors y Janis Joplin en la radio a todas horas.Reivindica con su música el acento sureño de su hogar y el papel de las mujeres de su vida.
Alrededor de los 17 años era la cantante de un grupo reggae y mestizaje llamado Pocas Luces.
Comenzó a estudiar un grado en Criminología, abandonándolo en su último año para reencontrarse con la música, tocando con un dúo que se llama De la Carmela.
Queralt siempre ha querido interpretar desde lo que ella siente verdadero, donde hay raíz y respeto,comenzando a publicar contenido en YouTube a finales de 2016. Dedicó su primera canción, María la molinera, a su abuela.

## Carrera
En 2019, Lahoz debutó con su primer disco, 1917 (año de nacimiento de su abuela), un EP de cinco canciones dedicado a las mujeres que han sido fuente de inspiración en su vida, dando voz a sus historias de valentía y superación, y que presentó en La Nau de Barcelona,en Es Claustre (Mahón) y en el Mercado de Música Viva de Vic, "emocionando con el dolor y también con la celebración".

Es la historia de muchas mujeres que sufrieron las drogas en los 80, los divorcios no aceptados, los barrios que las juzgaban o el hecho de pertenecer a una clase obrera luchadora.
Queralt Lahoz

En 2021, publicó su primer disco de estudio, Pureza (2021), que presentó dentro del marco musical de las Fiestas de la Mercè. En este evento conoció al grupo andaluz Califato ¾, naciendo una canción de la colaboración entre ellos, Tó ba a çalîh bien mamá. Ese mismo año, Lahoz emprendió una gira de más de ochenta espectáculos por toda la península ibérica que continuó al año siguiente sumando conciertos internacionales en Europa y Estados Unidos.
En 2023, llevó a cabo su apuesta más arriesgada (de la mano de la plataforma española Filmin), Alto Cielo, un "vídeo-álbum" concebido como una "obra de arte total", capaz de aunar expresión visual y musical, en la que cada canción representa un capítulo diferente en las diferentes etapas del amor.
Ese mismo año fue una de los siete ganadores del premio Music Moves Europe que reconoce el éxito a artistas emergentes europeos (premio que recibió Rosalía en la edición de 2019).También actuó en la gala de los Premios Gaudí con Canción del fuego fatuo, de Manuel de Falla, junto a la orquesta Filarmónica de Franz Schubert.
Dentro del programa musical de las Fiestas de San Isidro de 2024, Queralt reafirma su solidaridad con la libertad del pueblo palestino, así como la importancia de la memoria histórica, tanto a un lado como al otro del Mediterráneo, englobando el derecho de las personas y pueblos a tener orígenes, identidad propia, y poder encontrar los cuerpos de los suyos.

## Estilo musical
La artista catalana ha sabido explotar el atractivo de lo inclasificable gracias a un estilo marcado por la fusión y una riqueza de referencias que van desde el flamenco hasta el hip-hop. En su música, la base flamenca predomina, pero se encuentran fácilmente matices que suenan a copla, bachata, bolero, jazz, hip-hop, R&B o electrónica.
En la vertiente estilística, Lahoz considera como sus principales influencias, desde su infancia, a La Niña de los Peines, Enrique Morente, Caracol y Valderrama, Camarón, Fernanda de Utrera, Niña Pastori, Anastacia y Janis Joplin. En la adolescencia descubrió voces y figuras como las de Mala Rodríguez o Wu-Tang Clan. En la actualidad se inspira de artistas como Gata Cattana, Estrella Morente, Jungle o Stromae.
Desde su infancia, Lahoz ha encontrado acompañamiento en el flamenco a la hora de llorar sus penas y de celebrar, también. Viajando descubrió que la salsa le ofrecía un consuelo parecido.Desde los 12 años contaba con amigos músicos en su vecindario, abarcando desde el rap hasta el folclore latino, disfrutando de Celia Cruz, Armando Manzanero, Gloria Estefan, Ricky Martin, Luis Miguel y Thalía. También cita la influencia de la MTV en su infancia, donde conoció a artistas como Missy Elliott, a Notorious, a que ayudaron a configurar los códigos que ahora hace suyos.
Lahoz encuentra influencia también fuera de la música, inspirándose en los poetry slams de Barcelona. Para ella Benedetti y Cortázar son referencias a la hora de escribir y de interpretar, llegando a dedicarle una canción al primero, No me salves.

## Discografía

### Álbumes de estudio
- Pureza (Say It Loud Records, 2021)
- 9:30 PM (Say It Loud Records & Costa Futuro, 2025)

### EP
- 1917 (EP, Say It Loud Records, 2019)
- Alto Cielo (EP, Say It Loud Records & Costa Futuro, 2023)